# Szczeciny brzeżne
Szczeciny brzeżne – rodzaj szczecinek występujący na głowie pcheł.
Szczeciny te ustawione są w szeregu i położone za szczecinami potylicznymi. Spośród tego szeregu wyróżnia się, większa od pozostałych, szczecina kątowa, która położona jest w dolnej jego części.